# Vicente Asensi
Pour les articles homonymes, voir Asensi.
Vicente Asensi Albentosa (né le 28 janvier 1919 à L'Alcudia de Crespins, et mort le 2 septembre 2000) est un joueur de football espagnol.

## Biographie
Vicente Asensi a passé toute sa carrière dans le club espagnol du Valencia CF où il joue en tout 308 matchs et y inscrit 33 buts. 
Il constituait avec Epi, Amadeo, Mundo et Gorostiza une des meilleures attaques des années 1940. 
Il a joué ailier gauche durant la plupart de sa carrière, puis évolue en tant que défenseur sur la toute fin de sa carrière.
Il a participé à la coupe du monde 1950 au Brésil en international.